# هری کی. داغلیان
هاروتیون کریکور داغلیان جونیور (انگلیسی: Haroutune Krikor Daghlian, Jr.؛ زاده ۴ مهٔ ۱۹۲۱ درگذشته ۱۵ سپتامبر ۱۹۴۵) یک فیزیک‌دان ارمنی‌تبار اهل ایالات متحده آمریکا بود.
دکتر هری داغلیان کارشناس فیزیک هسته ای در سن ۲۴ سالگی در زمان آزمایش‌های بمب اتم جان خود را از دست داد.